# Casa de Fuenmayor
A Casa de Fuenmayor (em castelhano: Casa de Fuenmayor) é uma casa nobre espanhola que tem suas raízes na Coroa de Castela, remontando ao século XIII. Seu nome deriva da cidade homônima na comunidade autônoma de La Rioja, na Espanha.

## História
O antigo e nobre solar deste linhagem estava localizado na cidade de Fuenmayor (da qual derivou seu nome) no partido judicial de Logroño, e algumas de suas ramificações se estabeleceram na cidade de Arnedo e em Calahorra, na La Rioja.
A linhagem também se estabeleceu na cidade de Baeza (Jaén) durante a conquista, e se conectou com a linhagem de Argote, conforme mencionado na filiação da ramificação de Fuenmayor em Baeza, que, com o tempo, estabeleceu-se na cidade de Ágreda (Soria), onde teve um importante maiorazgo, com alguns de seus descendentes também se estabelecendo na cidade de Yanguas, na mesma província de Soria. 

### Ramo de Baeza e Agreda
O progenitor deste ramo da casa foi:
I. Millán de Fuenmayor, Senhor da Casa de Fuenmayor na cidade homônima em La Rioja, que alguns tratadistas erroneamente consideram irmão de Miguel e Martín Ruiz de Argote, seus netos, devido a confusão com o irmão mais novo deles, que herdou a Casa de Fuenmayor e se chamou Juan Ruiz de Fuenmayor, embora também fosse chamado de Millán Ruiz de Fuenmayor, o que sem dúvida originou a confusão com seu avô Millán de Fuenmayor. Esteve presente na conquista de Baeza, onde herdou propriedades, e foi pai de: 
II. Juana de Fuenmayor, que se casou com Juan Ruiz de Argote, e desta união nasceram os seguintes filhos:
1. Miguel Ruiz de Argote, que continuou a linhagem principal da Casa de Argote.
2. Martín Ruiz de Argote, um dos principais conquistadores de Córdoba, que não deixou descendência; e
3. Juan Ruiz de Fuenmayor, que segue adiante.

III. Este Juan Ruiz de Fuenmayor (chamado Millan e Fernan Ruiz de Fuenmayor) substituiu seu sobrenome paterno de Argote pelo materno de Fuenmayor, por ter herdado a Casa de seu avô na cidade de Fuenmayor, em La Rioja. Desconhecemos com quem este cavalheiro se casou, mas parece que teve um filho:
IV. Ruy Fernández de Fuenmayor, que foi sucedido por:
V. Baltasar de Fuenmayor, líder dos escudeiros de Baeza, que em 1368 defendeu a cidade de um ataque do Rei mouro de Granada, matando com suas próprias mãos o líder mouro. Por essa façanha, recebeu o senhorio da Torre dos Escudeiros e o sobrenome de Ruy Fernández dos Escudeiros. Casou-se com doña Teresa Rodríguez de Cardenas e foram pais de:
VI. Juan de Fuenmayor y Rodríguez de Cardenas, que morreu em uma revolta em Baeza em 1417, deixando, de seu casamento com doña Mayor Alonso de Navarrete (filha de Diego Cerón e doña Mayor Alonso de Navarrete, sua esposa), um filho:
VII. Ruy Díaz de Fuenmayor y Alonso de Navarrete, chamado de el Bueno (o Bom), que casou com doña Teresa Malo (filha de Juan Malo), com quem teve:
VIII. Hernando de Fuenmayor y Malo, marido de doña Elvira García de Arguijo, e pais de:
IX. Ruy Díaz de Fuenmayor y García de Arguijo, que casou com doña Margarita Veraez y Peralta (filha de Garci Pérez e doña Margarita de Peralta) e se estabeleceu na cidade de Agreda, em Soria. Tiveram, entre outros filhos:
X. Miguel Díaz de Fuenmayor y Veraez, natural de Agreda, que se casou com doña Catalina Camargo (filha de Juan Gutiérrez Camargo e doña Catalina Malo), tendo, dessa união, um filho: 
XI. Ruy Díaz de Fuenmayor y Camargo, natural da cidade de Agreda, que casou com doña Maria de Miranda, natural de Soria (filha de Jerónimo de Miranda e doña Maria Ramirez de Torres, ambos naturais de Soria), e tiveram:
XII. Jerónimo de Fuenmayor y Miranda, natural de Agreda e Cavaleiro da Ordem de Santiago, ingressando em 30 de janeiro de 1634. Também foi membro do Conselho de Sua Majestade, Alcaide de Casa y Corte, colegiado do Santa Cruz em Valladolid, e consultor do Santo Ofício. Se casou com doña Catalina de Camporredondo y Río, natural de Granada (filha de Antonio de Camporredondo y Río, Cavaleiro de Santiago e Presidente do Conselho de Hacienda, e doña Margarita de Cevallos, ele natural de Valladolid e ela de Ocaña), e foram pais de:
XIII. Baltasar de Fuenmayor y Camporredondo, natural de Madrid, Embaixador da Dinamarca, Holanda e Veneza, Gentil-homem de Boca de Filipe IV, membro do Supremo Conselho de Flandes e Cavaleiro de Santiago, cujo hábito vestiu em 1º de abril de 1647. O Rei Carlos II lhe concedeu o título de Marquês de Castel-Moncayo em 5 de novembro de 1682. Casou-se com doña Teresa Dávila, quinta Senhora de Blasco-Sancho, em terras de Ávila, cidade de origem de sua mãe, da Casa dos Marqueses de Velada e San Roman (filha de Sancho Davila, natural de Ávila, e doña Jeronima Espejo, natural de Madrid), e tiveram filhos:
1. Joaquín de Fuenmayor y Dávila, Senhor de Blasco-Sancho, Comendador de Castellanos na Ordem de Calatrava, na qual ingressou em 13 de setembro de 1688, Capitão de Cavaleiros e Coronel de Alemães no Exército de Flandes. Morreu em Valladolid em 1701, antes de seu pai.
2. José de Fuenmayor y Dávila, Cavaleiro de Calatrava, Capitão de Cavaleiros no Exército de Flandes, também faleceu sem deixar descendentes.
3. Maria Lúcia de Fuenmayor y Dávila, e Jeronima de Fuenmayor y Dávila, ambas monjas Comendadoras de Santiago no Santa Cruz de Valladolid, e
4. Manuela de Fuenmayor y Dávila, que, devido à morte de seus irmãos e à profissão religiosa de suas irmãs, sucedeu à casa. [4]

XIV. Manuela de Fuenmayor y Dávila, então, assumiu o título de segunda Marquesa de Castel-Moncayo ao casar-se com Gabriel Joaquin de Saavedra Serna Quiñones y Pimentel em 1702. Gabriel era Senhor das Casas de Saavedra em Cáceres, Regidor da cidade, Senhor das vilas de Sena, Rivera, Grajal, Villaherreros, Casas de Sena e del Rabanal, além de ser o Menino da Rainha. Ele era filho de Gabriel Arias de Saavedra, Cavaleiro de Alcântara, e doña Antonia de la Serna Quiñones Pimentel. A filha de Manuela e Gabriel Joaquin sucedeu-os no título.
XV. Gaspara de Saavedra y Fuenmayor, terceira Marquesa de Castel-Moncayo, que se casou com Antonio Sarmiento Sotomayor (filho de Diego Saavedra Sotomayor e doña Maria Josefa Pardo y Figueroa), tendo, dessa união:
XVI. Diego Maria Sarmiento de Saavedra y Fuenmayor, quarto Marquês de Castel-Moncayo e Conde de Villanueva de las Hachas, a quem o Rei Carlos IV concedeu o título de Grandeza de Espanha de primeira classe em 1790. Em 1794, o mesmo monarca lhe concedeu outra Grandeza de segunda classe. Casou-se com doña Maria Joaquina de Caceres y Silva (filha de don Joaquin Jorge de Caceres y Aldana e doña Juana Sanchez de Silva), e tiveram uma filha chamada:
XVII. Maria de la Esclavitud Sarmiento Silva Saavedra y Fuenmayor, quinta Marquesa de Castel-Moncayo, Grande de Espanha, etc., casada com Carlos Gutierrez de los Rios, Duque de Fernan Nuñez, em cuja casa o título de Castel-Moncayo perdurou. 

### Ramo da cidade de Arnedo
A este ramo estabelecido nesta cidade pertenceu:
I. Pedro Díaz de Fuenmayor, Alcaide da referida cidade, que gerou:
II. Alonso Díaz de Fuenmayor, também conhecido como Alonso Díaz de Arnedo, que foi o pai de:
III. Diego Díaz de Fuenmayor, que teve um descendente: 
IV. Juan Díaz de Fuenmayor, residente em Zaragoza, que provou sua nobreza na Real Audiência dessa cidade em 30 de agosto de 1574. 

### Ramo de Calahorra
Deste ramo da cidade de Calahorra, originou-se:
I. Antonio Díaz de Fuenmayor, natural de Calahorra e Prior dos Cavaleiros Filhosdalgo da mesma cidade, que se casou com doña Maria Caballero, também natural de Calahorra. Foram pais de:
II. Ruy Díaz de Fuenmayor y Caballero, natural de Calahorra e Regidor Perpétuo da cidade, casou-se com doña Juana de Salcedo, natural de Aldea del Señor (Soria), e desse matrimônio nasceu:
III. Rodrigo de Fuenmayor y Salcedo, natural de Calahorra e Cavaleiro da Ordem de Santiago, onde foi admitido em 6 de novembro de 1628. 

### Ramo da cidade de Guadalajara de Buga
O progenitor deste ramo, o Capitão don Alonso de Fuenmayor, foi um dos mais importantes capitães conquistadores sob o comando do Adelantado don Sebastián de Belalcázar. Devido às suas virtudes e qualidades, gozou da confiança do Adelantado, a ponto de ser nomeado seu albacea, casado com sua filha María Magdalena de Belalcázar, e no testamento, designado seu sucessor na Governadoria de Popayán, preferindo-o a seus filhos Sebastián e Francisco. Consta isso na seguinte cláusula testamentária: 
Outrossim, declaro que visto que Sua Majestade me concedeu a governadoria e as províncias por toda a minha vida, e depois de mim, à pessoa que eu nomear e escolher; portanto, pela presente, eu nomeio e escolho e designo, por virtude da mencionada concessão, para que após minha vida seja Governador nessas províncias, em nome de Sua Majestade, o Capitão Alonso de Fuenmayor, meu genro, e na falta dele, Don Sebastián de Belalcázar, meu filho, para que as tenham, governem e possuam em nome de Sua Majestade, a quem eu incumbi a lealdade que ele está obrigado a ter para com Sua Majestade, sob pena de minha maldição. 
O Capitão Fuenmayor foi o fundador da terceira cidade de Buga e, em 25 de agosto de 1551, estabeleceu a cidade de San Luis de Almaguer, com sucesso, concretizando o plano de Vasco de Guzman. Sobre a fundação de Buga, é oportuno lembrar que o primeiro assentamento foi feito pelo Adelantado Belalcazar, diretamente ou por meio de um de seus capitães; essa povoação foi destruída pelos índios. Em 1554 ou 1555, o Capitão Giraldo Gil Estupiñán fez a segunda fundação com o nome de Nova Cidade de Jerez; um ou dois anos depois, foi incendiada e destruída pelos índios Pijaos. A terceira cidade foi fundada pelo Capitão Don Alonso de Fuenmayor com o nome de Guadalajara de Buga, possivelmente em 1559, por comissão do Governador de Popayán Don Luis de Guzmán, e situou a vila na cordilheira. Essa terceira fundação foi transferida em 1569 por ordem do Governador Don Álvaro de Mendoza Carvajal para o vale, em um local próximo ao Rio de Las Piedras. A mudança foi realizada por seu genro, o Capitão Don Rodrigo Díez de Fuenmayor, Don Joan de Aguilar e Don Luis Arronis de Berlanga. Finalmente, em 1576, com a autorização do Governador Don Jerónimo de Silva, Guadalajara de Buga foi transferida para as terras que o Capitão Don Rodrigo Díez de Fuenmayor e outros moradores possuíam, que são as que hoje ocupam a cidade. 
Do casamento do Capitão Don Alonso de Fuenmayor e Dona María Magdalena de Belalcázar, nasceu, entre outros filhos, Dona Isabel de Fuenmayor y Belalcázar, natural da vila de Santiago de Cali. Isabel de Fuenmayor y Belalcázar casou-se com o já mencionado Capitão Don Rodrigo Díez de Fuenmayor, seu parente, nascido em Agreda em 1528. O Capitão Rodrigo Díez de Fuenmayor foi conquistador e Mestre de Campo, residente em San Juan de Pasto, onde foi Alcaide em 1545. Da união entre o Capitão Don Rodrigo Díez de Fuenmayor e Dona Isabel de Fuenmayor y Belalcázar, originou-se o núcleo principal deste ramo, sendo seu filho, entre outros:
I. Diego Díez de Fuenmayor, natural de Buga e Mestre de Campo, a quem o rei concedeu terras em Buga por sua lealdade e importantes serviços à Coroa. Casou-se com Isabel Ramírez del Campo, com quem teve:
II. Martín Diego Díez de Fuenmayor y Ramírez del Campo, natural de San Juan de Pasto e Mestre de Campo, casou-se com Dona Jerónima Muñoz de Ayala Jaramillo (filha do Capitão Don Diego Muñoz de Ayala e Dona Francisca Guerrero Jaramillo de Andrade), e dessa união nasceu:
III. Juan Díez de Fuenmayor y Muñoz de Ayala, natural de San Juan de Pasto e Mestre de Campo, ocupou todos os cargos de governo, desde Regidor Perpétuo até Tenente-Governador, função que exercia em 19 de dezembro de 1665, quando fez seu testamento. Em 15 de julho de 1666, renunciou ao cargo de Regidor Perpétuo de San Juan de Pasto em favor dos Capitães Sebastián Guerrero de Zuñiga, Joseph Tiburcio Guerrero e Mauricio Muñoz de Ayala. Casou-se com sua parente Dona Manuela Díez de Fuenmayor e teve: 
IV. Gaspar Carlos Díez de Fuenmayor, natural de San Juan de Pasto e Mestre de Campo, cresceu sob a tutela de sua tia paterna Dona Petronila Díez de Fuenmayor, que o nomeou herdeiro universal de seu patrimônio em seu testamento, assinado em 19 de dezembro de 1665. Foi um notável servidor público, ocupando cargos de governo em San Juan de Pasto e em Santa María del Puerto de las Barbacoas, sendo alcaide da primeira em 1720. Don Gaspar Carlos dividiu sua atividade entre o serviço público e o trabalho no campo como agricultor e pecuarista. Herdou de sua tia paterna a propriedade de várias minas de ouro em Santa María del Puerto de las Barbacoas. Com os lucros dessas minas, adquiriu propriedades rurais nas regiões de San Juan de Pasto e Ipiales. À sua morte, deixou às suas herdeiras as fazendas de Bombona, Moechiza e Taquelán. 